# Umm Hurair
Umm Hurair (in arabo أم هرير‎?) è un quartiere ( o comunità) di Dubai, negli Emirati Arabi Uniti. Si trova nella zona di Bur Dubai lungo la sponda sponda occidentale del Khor Dubai.

## Territorio
Il territorio si sviluppa su un'area di 4,4 km² lungo la riva sud-occidentale del Dubai Creek.

Il quartiere di Umm Hurair è diviso in due sottocomunità:
- Umm Hurair First, dal confine col quartiere di Al Hamriya, fino al ponte Al Maktoum;[4]
- Umm Hurair Second, dal ponte Al Maktoum], al ponte Al Garhoud.[5]

Il quartiere ospita un certo numero di centri commerciali e luoghi di interesse. Fra questi i più significativi sono:
- Wafi Mall. È un complesso multifunzionale che comprende un centro commerciale, un hotel 5 stelle, ristoranti, alloggi privati e una discoteca. Il centro commerciale è stato aperto nel 1991 e include oltre 200 negozi.[6]
- Creekside Park. È uno dei parchi più antichi di Dubai. Si sviluppa lungo il corso del Dubai Creek, fra il Floating Bridge e il ponte di Al Garhoud.[7] Al suo interno si trovano il Dolphinarium e la Children's City.[8]
- Dubai Healthcare City. È una sorta di campus sanitario privato composto da cliniche, centri diagnostici e strutture sanitarie, nonché hotel, condomini, alloggi per il personale e servizi pubblici.[9]

I trasporti sono assicurati dalla Metropolitana di Dubai la cui Linea Verde attraversa il quartiere alla stazione di BurJuman (stazione di scambio con la Linea Rossa in Umm Hurair 1) e alle stazioni di Oud Metha e Dubai Health Care City (Umm Hurair 2).